# Lohann Doucet
Pour les articles homonymes, voir Doucet.
Lohann Doucet, né le 14 septembre 2002 à Nantes en France, est un footballeur français qui joue au poste de milieu défensif au Paris FC.

## Biographie

### FC Nantes
Né à Nantes en France, Lohann Doucet joue pour le Landreau-Loroux OSC avant d'être formé au FC Nantes, qu'il rejoint en 2015. Champion de France avec les moins de 17 ans du club lors de la saison 2018-2019, il signe son premier contrat professionnel le 8 décembre 2021 avec les canaris, le liant au club jusqu'en juin 2025.
Doucet joue son premier match le 2 janvier 2022, à l'occasion d'une rencontre de coupe de France face à l'AS Vitré. Il entre en jeu à la place de Fábio et son équipe s'impose par deux buts à zéro. Le 12 avril 2022, il fait sa première apparition en Ligue 1, lors d'une rencontre face au Stade brestois 29. Il entre en jeu à la place de Sébastien Corchia et les deux équipes se neutralisent ce jour-là (1-1 score final),.

### Paris FC
Le 3 août 2023, Lohann Doucet rejoint le Paris FC sous la forme d'un prêt d'une saison. Après un bon exercice, il est transféré définitivement pour un montant avoisinant les 300 000€. Il signe un contrat le liant avec le club jusqu'en juin 2027.

## Statistiques
| Saison                | Club                  | Championnat           | Championnat | Championnat | Coupe(s) nationale(s) | Coupe(s) nationale(s) | Total | Total |
| Saison                | Club                  | Division              | M.          | B.          | M.                    | B.                    | M.    | B.    |
| 2021-2022             | FC Nantes rés.        | National 2            | 18          | 0           | -                     | -                     | 18    | 0     |
| 2022-2023             | FC Nantes rés.        | National 2            | 17          | 1           | -                     | -                     | 17    | 1     |
| Sous-total            | Sous-total            | Sous-total            | 35          | 1           | -                     | -                     | 35    | 1     |
| 2021-2022             | FC Nantes             | Ligue 1               | 2           | 0           | 1                     | 0                     | 3     | 0     |
| 2022-2023             | FC Nantes             | Ligue 1               | 9           | 0           | 2                     | 0                     | 11    | 0     |
| Sous-total            | Sous-total            | Sous-total            | 11          | 0           | 3                     | 0                     | 14    | 0     |
| 2023-2024             | Paris FC (prêt)       | Ligue 2               | 29          | 0           | 4                     | 0                     | 33    | 0     |
| 2024-2025             | Paris FC              | Ligue 2               | 30          | 2           | 1                     | 0                     | 31    | 2     |
| Sous-total            | Sous-total            | Sous-total            | 59          | 2           | 5                     | 0                     | 64    | 2     |
| Total sur la carrière | Total sur la carrière | Total sur la carrière | 105         | 3           | 8                     | 0                     | 113   | 3     |

## Palmarès
Il est vice-champion de Ligue 2 en 2025 avec le Paris FC.

## Vie privée
Né en France, Lohann Doucet possède également des origines burkinabés.